# Walter Warzecha
Walter Wilhelm Julius Warzecha (Schwiebus, 23 maggio 1891 – Amburgo, 30 agosto 1956) è stato un ammiraglio tedesco, distintosi come ufficiale della Kaiserliche Marine imbarcato sui sommergibili durante la prima guerra mondiale, dove venne decorato con l'Ordine Croce di Cavaliere dell'Ordine reale di Hohenzollern con spade. Nel corso del conflitto affondò 9 navi per un totale di 22.612 tonnellate di stazza, e danneggiato altre 10 per un totale di 55.808 GRT.

## Biografia
Nacque il 23 maggio 1891 a Świebodzin e crebbe a Neuruppin, dove suo padre Max era sindaco.  Entrò come guardiamarina nella Kaiserliche Marine nell'aprile 1909, completò il suo addestramento di base presso l'incrociatore protetto Victoria Louise e nell'aprile 1910 fu promosso Fähnrich zur See. Dal 1911 al 1916 prestò servizio sulla nave da battaglia Nassau e fu promosso Leutnant zur See nel 1912 e Oberleutnant zur See il 2 maggio 1915 . Dall'agosto 1916 fino alla fine della prima guerra mondiale, dopo seguito l'addestramento all'utilizzo dei sommergibili, prestò servizio come comandante su vari sottomarini, della Flottiglia delle Fiandre (UC 1, UC 71, UB 148). All'atto dell'armistizio di Compiègne aveva affondato 9 navi per un totale di 22.612 GRT, e danneggiato altre 10 per un totale di 55.808 GRT.
Nel 1920 transitò in servizio nella Reichsmarine presso la Marinestation der Nordsee, con il grado di Kapitänleutnant e lavorò principalmente come istruttore e in incarichi di stato maggiore, ma anche come ufficiale su varie navi di linea. Si stabilì a Wilhelmshaven nel 1928 dove si sposò con la signorina Hildegard Hermeking, e si trasferì a Kiel nel 1929 dove divenne padre di quattro figli entro il 1936. Venne promosso Korvettenkapitän nel 1928 e poi Fregattenkapitän nel 1933. Nel 1934 divenne capo di stato maggiore della Marinestation der Nordsee-Ostsee nel Mar Baltico. Tra l'ottobre 1937 e quello del 1938 fu comandante della corazzata tascabile Admiral Graf Spee.
Il 1 novembre 1938 fu promosso contrammiraglio e nominato capo dell'ufficio di difesa navale (Chef des Marinewehramtes) presso l'Oberkommando der Marine e si trasferì con la famiglia a Berlino. Mantenne questa carica fino all'agosto 1942 quando fu sostituito da Werner Schönermark. Nel novembre 1939 fu nominato anche capo dello stato maggiore generale della Kriegsmarine (Chef des Allgemeinen Marinehauptamte) mantenendo tale incarico fino all'aprile 1944. Fu promosso viceammiraglio il 1 gennaio 1941 e ammiraglio generale il 1 marzo 1944. Il 1 maggio 1944 fu nominato Chef der Kriegsmarinewehr (capo del quartier generale della Marina). Dopo il suicidio dell'ammiraglio  Hans-Georg von Friedeburg il 23 maggio 1945 gli Alleati lo nominarono comandante interinale della Kriegsmarine. Fu responsabile della smobilitazione degli equipaggi della marina fino allo scioglimento dell'OKM nel luglio 1945. Divenne quindi prigioniero di guerra fino al 1947.
Dal novembre lavorò presso la compagnia di assicurazioni Allianz-Versicherungsgesellschaft. Morì di infarto ad Amburgo il 30 agosto 1956 e fu sepolto nel Nordfriedhof di Kiel.

### Annotazioni
1. ↑  La sua famiglia era originaria della Slesia.
2. ↑  Elisabeth Warzecha Ellers Born (12 ottobre 1929-2012), Hildegard Warzecha Krause (7 dicembre 1930-1990); Klaus Warzecha (24 ottobre 1934-2014), Gisela Warzecha Blohm Born (21 marzo 1936-2014).

### Fonti
1. 1 2 3 4 5 6  U-Boat.
2. 1 2 3  Findagrave.
3. 1 2 3 4 5 6 7 8 9 10 11 12 13  Deutsches Marinearchiv.
4. ↑  Hildebrand, Zweng 2003, p. 372.
5. ↑  Patzwall, Scherzer 2001, p. 559.